# 창녕 무심사 대혜보각선사서
창녕 무심사 대혜보각선사서(昌寧 無心寺 大慧普覺禪師書)는 대한민국 경상남도 창녕군 이방면, 무심사에 있는 대혜보각선사서이다. 2019년 12월 12일 경상남도의 유형문화재 제658호로 지정되었다.

## 지정 사유
｢大慧普覺禪師書｣는 송나라 대혜보각선사의 편지 모음집이다. 주변 사람들의 질의 편지에 대혜 보각선사가 간화선법(看話禪法)에 바탕을 두고 일일이 그 요지를 설명한 답신으로서 간화선법(看話禪法)에 바탕을 두고 대혜(大慧) 종고에게 법을 물어 온 42인에게 헛된 견해를 깨뜨리고 정법(正法)의 눈을 열어 주기 위해서 보낸 62통의 편지글을 모아 엮은 책이다.
1568년이라는 명확한 간행 기록(刊記)을 알 수 있고, 본문의 인출 및 보관상태가 양호한 책이며 특히 한국 선종 사상사 연구에 있어 필수적인 불교학 자료로 서지학 연구 자료로서도 중요한 가치를 지닌 경전이므로 경상남도 유형문화재로 지정한다.

## 같이 보기
- 대혜보각선사서

## 참고 문헌
- 창녕 무심사 대혜보각선사서 - 국가유산청 국가유산포털